# Carex wushanensis
Espèce
Classification phylogénétique
Carex wushanensis est une espèce des plantes du genre Carex et de la famille des Cyperaceae.